# David Ungar
David Ungar (* 17. März 2000) ist ein österreichischer Fußballspieler.

## Karriere
Ungar begann seine Karriere beim SCU Schrattenberg. Zur Saison 2009/10 wechselte er zum Wiener Sportklub. Zur Saison 2013/14 schloss er sich dem FK Hagenbrunn an. Zur Saison 2014/15 wechselte er in die Jugend des SKN St. Pölten. Zur Saison 2018/19 wechselte er zum viertklassigen USC Rohrbach/Gölsen. In zwei Spielzeiten in Rohrbach kam er zu 40 Einsätzen in der Landesliga, in denen er sieben Tore erzielte.
Zur Saison 2020/21 wechselte der Mittelfeldspieler zum Regionalligisten SV Leobendorf. Für Leobendorf kam er bis zum Abbruch der Spielzeit zu sieben Einsätzen in der Regionalliga. Zur Saison 2021/22 wechselte Ungar zum Bundesligisten SV Ried, der ihn allerdings direkt an den Zweitligisten Floridsdorfer AC verlieh. Sein Debüt in der 2. Liga gab er im Juli 2021, als er am zweiten Spieltag jener Saison gegen die Young Violets Austria Wien in der 82. Minute für Marco Krainz eingewechselt wurde. Bis zum Ende der Leihe kam er zu 25 Zweitligaeinsätzen für die Wiener.
Zur Saison 2022/23 kehrte er nach Ried zurück. In der Saison 2022/23 kam er zu 27 Einsätzen in der Bundesliga, aus der das Team aber zu Saisonende abstieg. Nach der Saison 2023/24 verließ er Ried. Anschließend wechselte er zur Saison 2024/25 innerhalb der 2. Liga zum First Vienna FC, bei dem er einen bis 2026 laufenden Vertrag erhielt.